# Tinajo (kommunhuvudort)
Tinajo är en kommunhuvudort i Spanien.   Den ligger i provinsen Provincia de Las Palmas och regionen Kanarieöarna, i den sydvästra delen av landet, 1 600 km sydväst om huvudstaden Madrid. Tinajo ligger 217 meter över havet och antalet invånare är 5 228. Den ligger på ön Lanzarote.
Terrängen runt Tinajo är kuperad västerut, men österut är den platt. Havet är nära Tinajo åt nordväst. Runt Tinajo är det ganska glesbefolkat, med 39 invånare per kvadratkilometer. Närmaste större samhälle är Arrecife, 16,7 km sydost om Tinajo. Omgivningarna runt Tinajo är i huvudsak ett öppet busklandskap.